# Euplectrus seminigrifemur
Euplectrus seminigrifemur är en stekelart som beskrevs av Girault 1924. Euplectrus seminigrifemur ingår i släktet Euplectrus och familjen finglanssteklar. Inga underarter finns listade i Catalogue of Life.